# Вёсс, Рихард
Рихард Вёсс (нем. Richard Wöss, родился 10 октября 1986 в Вене) — австрийский гандболист, правый крайний австрийского клуба «Фиверс Маргаретен» и сборной Австрии.

## Карьера

### Клубная
Ранее выступал в чемпионате Австрии за «Аон Фиверс Маргаретен» и за «Инсбрук», а также за немецкие клубы «Эссен» и «Бергишер». Сезон 2014/2015 провёл в немецком «Н-Любекке». В состав «Фиверс Маргаретен» вернулся в 2015 году, с клубом выиграл в 2016 году Кубок Австрии

### В сборной
Сыграл 73 игры за сборную, забил 109 голов.